# Спор о древних и новых
Спор о древних и новых (фр. Querelle des Anciens et des Modernes, буквально «ссора») — полемика во Французской академии конца XVII века вокруг сравнительных достоинств литературы и искусства античности и современности. Сторонникам античности как непреходящего и недостижимого образца («древним») противостояли критики античности и сторонники теории прогресса в литературе и искусстве («новые»).

## Истоки дискуссии
Предыстория конфликта относится уже к 1650-м годам, когда создатели «христианских эпопей» (такие, как Жан Шаплен) выступили с программными заявлениями, противопоставляя свои сочинения Гомеру и Вергилию не в пользу последних; это направление было остро высмеяно Буало, убеждённым «древним». В 1670-е годы двор Людовика XIV пропагандирует развитие национальной литературы на французском языке, новые жанры (такие, как опера, в противоположность ассоциировавшейся с античностью трагедии, или пародирующий античный эпос бурлеск, или же популярный в салонной культуре роман). В 1674 году ведущий идеолог «новых» Шарль Перро критиковал трагедию Еврипида «Алкеста» и ставил выше её оперу Ж. Б. Люлли на тот же сюжет (либретто Ф. Кино). Оппонентом Перро тогда же выступил крупнейший трагик эпохи Жан Расин. Создаются национальные академии живописи и музыки, затем Академия надписей и изящной словесности, секретарём которой стал Перро. В 1677 году Академия надписей приняла решение составлять новые монументальные надписи, воспевающие победы короля, на французском, а не на латыни. Возникает идеологема «Великого века» Людовика XIV и небывалого расцвета культуры в его царствование.

## Апогей «Спора»
Эта идея ярко отразилась в оглашённой на заседании Академии 27 января 1687 года поэме Перро «Век Людовика Великого», с которой начинается наиболее острый этап «Спора о древних и новых». В своём программном тексте Перро, начиная с панегирика королю, ставит век Людовика выше века Августа, а искусство времён короля — выше римской классики. В подтверждение своего тезиса Перро ссылается, в частности, и на научно-технический прогресс, подчёркивая, что знания древних о мире были ограниченными или ошибочными. Свои идеи он развил в цикле диалогов «Параллели между древними и новыми в вопросах искусства и наук» (Parallèle des anciens et modernes…), т. 1—4, 1688—1697, где, в частности, превозносил жанр романа как преемственный по отношению к античному эпосу и прозу вообще. «Новые» высоко ставили творчество трагика Пьера Корнеля, соперника «древнего» Расина; союзниками Перро были брат Корнеля Тома Корнель и его племянник Бернар де Фонтенель, который в 1688 году опубликовал сочинение «Отступление по поводу древних и новых»). Решительным оппонентом Перро выступил теоретик классицизма Никола Буало, указавший на низкий уровень некоторых восхвалявшихся «новыми» произведений и на принципиально важную роль индивидуальности и вдохновения по сравнению с ремеслом и техническим прогрессом. Оппонентов «новых», в частности, не устраивала апологетическая позиция Перро, идеализировавшего короля и его режим и пропагандировавшего, по словам современного исследователя, «единообразные и удобные моральные и эстетические условности».

## Спор архитекторов и живописцев
На первом этапе спора основную проблему литераторы решали в границах эстетики классицизма. Участники расходились лишь в понимании нормы художественного творчества. «Новые» видели её в «свободе суждений», «древние» — в цитатах из античных авторов. Первые считали античность детством человечества, а современность — зрелым возрастом, вторые были убеждены, что современная система правил в искусстве должна соответствовать канону древних. Ш. Перро, приверженец «новых», оставался классицистом, но отрицал значение мимесиса (принципа подражания природе) — основы античной эстетики не только в литературе, но и в других видах искусства. Ш. Перро, сравнивая произведения античных живописцев (известных главным образом по литературным описаниям) с картинами Рафаэля, доказывал, что «Рафаэль и его современники изображают прекрасное сложнее, тоньше и многообразнее, чем это умели делать древние».
Брат Шарля — Клод Перро — также был писателем, но более известен в качестве медика, биолога и архитектора. Являясь автором знаменитой «восточной колоннады» Лувра, построенной в «большом стиле» Людовика XIV в 1664—1674 годах, Перро принял участие в споре и отстаивал достоинства современного строительства. Он встретил обоюдное сопротивление Н. Буало, приверженца подражания античности, и архитектора Н. Ф. Блонделя — сторонника «вневременно́го понимания красоты». Франсуа Блондель был в то время наиболее авторитетным теоретиком архитектуры. Основой своей концепции Блондель сделал рационализм и метод точного математического расчёта «идеальных пропорций» здания безотносительно к какому-либо архитектурному стилю. «Подражание Риму в наше время неуместно», — утверждал Блондель, подчёркивая, что основы классицизма лежат не в подражании греческой или римской классике, а в рациональной структуре архитектурной композиции.
В 1650 году Ролан Фреар де Шамбре опубликовал антологию десяти древних и современных писателей, теоретиков классицизма: «Параллели архитектуры, античной и современной» (Parallèle de l’Аrchitecture Antique et de la Moderne). Это издание включало полный перевод трактата Витрувия на французский язык. Фреар де Шамбре поддерживал превосходство «древних» над «современными» и утверждал, что древнегреческие архитектурные ордеры (дорический, ионический и коринфский) являются идеальными моделями для всей архитектуры, а древнеримские (тосканский и композитный) осуждал как «испорченные». Фреар де Шамбре также критиковал «новую заальпийскую моду, ещё более варварскую и неприглядную, чем готическая».
5 ноября 1667 года глава Королевской Академии живописи и скульптуры Шарль Лебрен открыл цикл лекций о шедеврах классической живописи. Первую лекцию он посвятил творчеству Рафаэля, вторую — Н. Пуссену. При этом творчество Пуссена он представил естественным продолжением «идеального стиля» Рафаэля, а всё, что не подходило под это определение, объявил «не имеющим ценности». Против Лебрена выступил живописец Пьер Миньяр, работавший под влиянием итальянского маньеризма и барокко. Миньяра поддержал Роже де Пиль — теоретик искусства, живописец и гравёр. Он высоко оценил творчество Рембрандта, а превыше всех ставил Рубенса. В 1681 году Роже де Пиль опубликовал «Рассуждения о произведениях знаменитейших художников», в 1699 году прибавил к ним «Краткие жизнеописания» (Abrégé de la vie des peintres). В этом сочинении он разделил понятия «манеры» и «стиля», а достижения разных мастеров оценил в баллах. По композиции высшую оценку Роже де Пиль поставил Рубенсу (18), на балл ниже (17) получил Рафаэль, Пуссену он поставил 15 баллов. Но по рисунку первое место получил Рафаэль (18), а на последнем месте оказался Рембрандт (6). В разгоревшейся дискуссии, в письмах и публичных выступлениях симпатии разделились между «пуссенистами» и «рубенсистами», приверженцами классицизма и барокко в живописи, скульптуре и архитектуре.
В 1753 году теоретик архитектуры Марк-Антуан Ложье опубликовал «Эссе об архитектуре», в котором, в частности, развивал идею «параллели древних и новых» (parallèles des anciennes et des modernes). Ложье выдвинул идею равноценности готического и античного искусства и создания национального французского стиля архитектуры, совмещающего обе традиции. Антикизирующий классицизм итальянской архитектуры Ложье считал ошибочным. Другой теоретик архитектуры, аббат Жан-Луи де Кордемуа утверждал, что идеальный храм должен соединять достижения античной, раннехристианской и готической архитектуры. Таким образом, «Спор о древних и новых» стал провозвестником основной дилеммы постренессансного развития западноевропейской теории и практики архитектуры, живописи и графики: «ренессанс или барокко», в последующей формулировке: «классицизм или романтизм».

## Завершение первой стадии «Спора»
30 августа 1694 года вожди партий — Буало и Перро — официально помирились публично во время заседания Академии, но отголоски спора сохранились во французской эстетике и философии последующего периода. В различных дискуссиях по схожей проблематике на протяжении XVIII века участвовали Фенелон, мадам Дасье, Удар де ла Мотт, Дени Дидро. Они вновь стали актуальны в пору кризиса классицизма и выхода на сцену романтиков. В ходе полемики появились предпосылки для формирования предромантической эстетики в европейской культуре.

## Аналогичные дискуссии за пределами Франции
Спор распространился за границы Франции и «в начале XVIII века, — как отмечал Б. Г. Реизов, — стал центром, вокруг которого вращалась литературная мысль». Свои дискуссии, аналогичные спору о древних и новых, были также в английской и немецкой литературе. В Англии начало полемики было положено публикацией в 1690 году небольшого эссе «О древнем и новом знании» сэра Уильяма Темпла, в котором утверждалось, что все нынешние открытия меркнут перед достижениями античности. После чего в ответ стало выпускаться значительное количество различных сочинений. В английской интеллектуальной жизни началось одно из наиболее заметных событий, которое Джонатан Свифт назвал «битвой книг». Владимир Набоков в своём комментарии к «Евгению Онегину» сравнил со спором о древних и новых русскую полемику между «Беседой» и «Арзамасом».